# William Dayas
William Humphreys Dayas, né le 12 septembre 1863 à New York et mort le 3 mai 1903 à Manchester, est un pianiste et compositeur américain, un des derniers élèves de Franz Liszt.

## Biographie
En 1896, il est nommé pour succéder à Charles Hallé au poste de professeur de piano du Royal College of Manchester.